# Општина Липова (Бакау)
Липова (рум. Lipova) општина је у Румунији у округу Бакау.
Oпштина се налази на надморској висини од 244 m.